# Las Berlanas
Las Berlanas är en kommun i Spanien. Den ligger i provinsen Ávila i den autonoma regionen Kastilien och León i centrala delen av landet, 100 km väster om huvudstaden Madrid. Antalet invånare är 323 (2024).